# Xuân Thủy, Xuân Trường
Xuân Thủy là một xã cũ thuộc huyện Xuân Trường, tỉnh Nam Định, Việt Nam.
Xã Xuân Thủy có diện tích 3,58 km², dân số năm 1999 là 5.121 người, mật độ dân số đạt 1.430 người/km².